# Chromonephthea franseni
Chromonephthea franseni is een zachte koraalsoort uit de familie Nephtheidae. De koraalsoort komt uit het geslacht Chromonephthea. Chromonephthea franseni werd in 2005 voor het eerst wetenschappelijk beschreven door van Ofwegen. 